# كريستوف ميلاك
كريستوف ميلاك (مواليد 20 فبراير 2000) هو سباح مجري وهو حالياً صاحب الرقم العالمي لسباق 200 متر فراشة.وانتزع الميدالية الذهبية في سباق 100 متر فراشة ضمن منافسات السباحة بأولمبياد باريس 2024 بزمن قدره 49.90 ثانية.

## روابط خارجية
- كريستوف ميلاك على موقع الاتحاد الدولي للسباحة (الإنجليزية)
- كريستوف ميلاك على موقع SwimRankings.net (الإنجليزية)
- كريستوف ميلاك على موقع اللجنة الأولمبية الدولية (الإنجليزية)
- كريستوف ميلاك على موقع أوليمبيديا (الإنجليزية)
- كريستوف ميلاك على موقع اللجنة الأولمبية المجرية (الهنغارية)